# Хрисанф І Єрусалимський
Хрисанф (в миру Нотарас; 1655/1660 — 1731) — грецький учений XVIII століття і патріархом Єрусалиму. Він відомий своєю письменницькою творчістю, а також створенням першої після Візантії карти грецькою мовою.

## Життєпис
Раніше вважалося, що Хрисантос Нотарас народився в Арахові, Ахая, сучасній сільській місцевості, як і його дядько по материнській лінії Досифей. Однак зараз від цієї теорії відмовилися, оскільки було встановлено, що він народився в Трікалі, Коринф. Дата його народження не точна: імовірно, що він мав народитися між 1655 і 1660 роками. Свої перші листи він дізнався від свого дядька Досифея, який згодом у віці 13-15 років послав молодого Хрисантоса до Константинополя.
Хризанф, як і мирянин, супроводжував свого дядька в його різноманітних турах, які служили йому. Тому він відправився з ним до Єрусалиму в 1678 році і тоді ж був висвячений на диякона . У 1680–1681 роках він навчався у Великій школі нації, вчителем був Севастос Кімінітис. У той же час він подорожував, щоб зібрати гроші для Гробу Господнього, а також почав писати різні богословські трактати. У 1688 р. розпочав подорожі по Європі: Валахії, Берліну, Польщі. У 1689 році був висвячений в пресвітери. У 1689–1690 роках перебував у Бухаресті, де брав участь у реорганізації Бухарестської аутентичної академії. У той же час в Єрусалимському патріархаті виникла криза, яка була пов'язана з претензією паломників з боку французів від імені ченців-францисканців. Досифей просив допомоги Петра I: лист до нього отримав Хрисанф 13 листопада 1692 року. Він повернувся до Константинополя 1693 року. У 1693–1696 роках він рухався між Константинополем і Бухарестом. Близько 1699 р. він знову відправився до Москви у складі відповідної місії, яку йому доручив Досифей з питання священних паломництв. Після завершення місії, коли він повернувся, дядько призначив його митрополитом Кесарії в Палестині. Він був висвячений 6 квітня 1702 року в церкві Воскресіння в Єрусалимі.

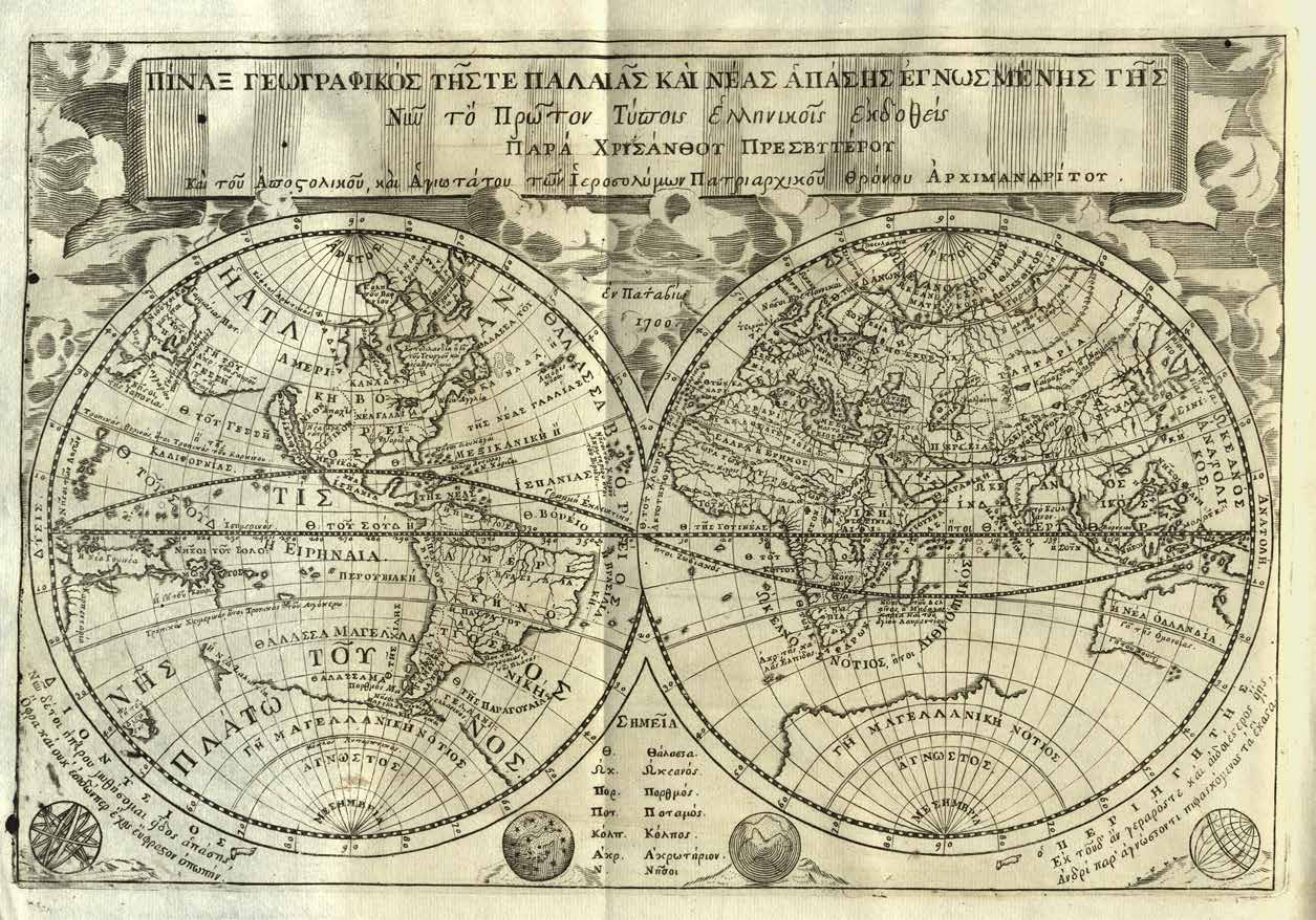
Географічна таблиця старих і нових відомих земель, Хризантос Нотарас, Падуя, 1700 рік. Перша карта сучасної епохи грецькою мовою.

У Парижі він отримав деякі астрономічні знання, навчаючись, хоча й недовго, у Кассіні. Він був пов'язаний з видатними вченими, особливо з єзуїтом Лекеніосом. Повернувшись до Греції, він зробив зупинку в Бухаресті, де його прийняли з великим ентузіазмом, і після хресного ходу його повели до митрополичої церкви, де за тодішнім звичаєм він виголосив промову, щоб довести, що його довге перебування за кордоном зовсім не згинав православної віри. Хрисанф особливо цікавився математикою та землеволодінням, але переважно астрономією та астрономічними приладами Він закупив кілька астрономічних інструментів і телескопів у європейських містах і навіть побудував деякі з них сам. Різні інструменти були знайдені в монастирі Гробу Господнього в Стамбулі. У 1892 році професор математики Г. А. Арванітакіс, виявлений в оливковому млині монастиря, де в Єрусалимській богословській школі Хреста була розміщена подвійна астролябія, на якій був напис: «Цей інструмент був виготовлений ченцем Хрисантом під керівництвом Кассіні для своїх братів у Єрусалимі, щоб поклонятися Богу в його ділах».
Він був першим, хто ввів геліоцентричну систему в Греції в 1713 році, хоча сам вірив у геоцентричну систему Птолемея. У своїй опозиції до системи Коперника вона використовує не теологічні заперечення та аргументи, а найбільш суттєве заперечення, прийняте вченими у XVI столітті. Вона об'єктивно і детально розкриває інші погляди стародавніх і сучасних астрономів щодо того, яка система найбільш придатна для пояснення руху планет. Він згадує, що піфагорійці припустили рух Землі, і особливо згадує Аристарха Самія.
Він залишався Патріархом до своєї смерті 7 лютого 1731 року.

## Авторські роботи
Писання Хризантоса багатогранне і його можна класифікувати на: а) параенетико-богословське, б) канонічне, в) історико-географічне, е) астрономіко-математичне.

### Про афоризм
Наприкінці XVII століття за наполяганням правителя Угорщини влахів Костянтина Вассарави склав трактат про значення афоризму. Цей трактат є першою систематичною спробою вивчення покарання афоризмом. У цьому тексті Хрисант детально аналізує походження вироку, його використання, негативні наслідки його накладення, дивовижний вимір відчужених відступників. Таким чином, трактат є хорошим і ґрунтовним підходом до афоризму та його наслідків.

## Виноски та посилання

### Виноски
1. ↑  Το επίθετό του «Νοταράς» υποδηλώνει πως ο πρώτος ή οι πρώτοι γόνοι της οικογένειας ασκούσαν το επάγγελμα του νοτάριου. Αρχηγός της οικογένειας ήταν ο Νικόλαος Νοταράς, ο οποίος έδρασε στο περιβάλλον του Μανουήλ Παλαιολόγου γύρω στα 1384 και εξής[4].
2. ↑  Το 1680 αναφέρεται ως αρχιδιάκονος του Πατριάρχη θείου του[4].